# Annonamina
Annonamina con fórmula química C19H22NO2+, es un alcaloide aporfina aislado de la planta Annona muricata.